# Општина Кваутепек де Инохоса (Идалго)
Кваутепек де Инохоса (шп. Cuautepec de Hinojosa) општина је у Мексику у савезној држави Идалго. Општина се налази на надморској висини од 2241 м.

## Становништво
Према подацима из 2010. у општини је живело 54500 становника.

### Хронологија
| Година       | 2000                  | 2005                  | 2010                  |
| ------------ | --------------------- | --------------------- | --------------------- |
| Становништво | 45110 (21831 / 23279) | 45527 (21566 / 23961) | 54500 (25893 / 28607) |

### Попис
| \| \| м \| \| \| ж \| \| 0—2 \| 1.567 \| \| \| 1.660 \| \| 3—5 \| 1.769 \| \| \| 1.792 \| \| 6—11 \| 3.629 \| \| \| 3.492 \| \| 12—14 \| 1.755 \| \| \| 1.722 \| \| 15—17 \| 1.833 \| \| \| 1.870 \| \| 18—24 \| 3.185 \| \| \| 3.611 \| \| 60+ \| 2.325 \| \| \| 2.674 \| \| Просек : \| 27,5 \| \| \| 28,7 \| |       |  |  |       |
| |       |  |  |       |
| | м     |  |  | ж     |
| 0—2 | 1.567 |  |  | 1.660 |
| 3—5 | 1.769 |  |  | 1.792 |
| 6—11 | 3.629 |  |  | 3.492 |
| 12—14 | 1.755 |  |  | 1.722 |
| 15—17 | 1.833 |  |  | 1.870 |
| 18—24 | 3.185 |  |  | 3.611 |
| 60+ | 2.325 |  |  | 2.674 |
| Просек : | 27,5  |  |  | 28,7  |

| #   | Индикатор                                                                                        | Вредност |
| --- | ------------------------------------------------------------------------------------------------ | -------- |
| 1   | Становништво од 0 до 2 године                                                                    | 3227     |
| 2   | Мушко становништво од 0 до 2 године                                                              | 1567     |
| 3   | Женско становништво од 0 до 2 године                                                             | 1660     |
| 4   | Становништво са 3 и више година                                                                  | 50983    |
| 5   | Мушко становништво са 3 и више година                                                            | 24181    |
| 6   | Женско становништво са 3 и више година                                                           | 26802    |
| 7   | Становништво са 5 и више година                                                                  | 48539    |
| 8   | Мушко становништво са 5 и више година                                                            | 22957    |
| 9   | Женско становништво са 5 и више година                                                           | 25582    |
| 10  | Становништво са 12 и више година                                                                 | 40301    |
| 11  | Мушко становништво са 12 и више година                                                           | 18783    |
| 12  | Женско становништво са 12 и више година                                                          | 21518    |
| 13  | Становништво са 15 и више година                                                                 | 36824    |
| 14  | Мушко становништво са 15 и више година                                                           | 17028    |
| 15  | Женско становништво са 15 и више година                                                          | 19796    |
| 16  | Становништво са 18 и више година                                                                 | 33121    |
| 17  | Мушко становништво са 18 и више година                                                           | 15195    |
| 18  | Женско становништво са 18 и више година                                                          | 17926    |
| 19  | Становништво од 3 до 5 година                                                                    | 3561     |
| 20  | Мушко становништво од 3 до 5 година                                                              | 1769     |
| 21  | Женско становништво од 3 до 5 година                                                             | 1792     |
| 22  | Становништво од 6 до 11 година                                                                   | 7121     |
| 23  | Мушко становништво од 6 до 11 година                                                             | 3629     |
| 24  | Женско становништво од 6 до 11 година                                                            | 3492     |
| 25  | Становништво од 8 до 14 година                                                                   | 8228     |
| 26  | Мушко становништво од 8 до 14 година                                                             | 4171     |
| 27  | Женско становништво од 8 до 14 година                                                            | 4057     |
| 28  | Становништво од 12 до 14 година                                                                  | 3477     |
| 29  | Мушко становништво од 12 до 14 година                                                            | 1755     |
| 30  | Женско становништво од 12 до 14 година                                                           | 1722     |
| 31  | Становништво од 15 до 17 година                                                                  | 3703     |
| 32  | Мушко становништво од 15 до 17 година                                                            | 1833     |
| 33  | Женско становништво од 15 до 17 година                                                           | 1870     |
| 34  | Становништво од 18 до 24 године                                                                  | 6796     |
| 35  | Мушко становништво од 18 до 24 године                                                            | 3185     |
| 36  | Женско становништво од 18 до 24 године                                                           | 3611     |
| 37  | Женско становништво од 15 до 49 година                                                           | 14993    |
| 38  | Становништво са 60 и више година                                                                 | 4999     |
| 39  | Мушко становништво са 60 и више година                                                           | 2325     |
| 40  | Женско становништво са 60 и више година                                                          | 2674     |
| 41  | Однос између мушкараца и жена                                                                    | 90.51    |
| 42  | Становништво од нуле до 14 година                                                                | 17386    |
| 43  | Становништво од 15 до 64 године                                                                  | 33307    |
| 44  | Становништво од 65 година и више                                                                 | 3517     |
| 45  | Просечан број деце                                                                               | 2.63     |
| 46  | Становништво рођено у ентитету                                                                   | 48046    |
| 47  | Мушко становништво рођено у ентитету                                                             | 23151    |
| 48  | Женско становништво рођено у ентитету                                                            | 24895    |
| 49  | Становништво рођено у другом ентитету                                                            | 5699     |
| 50  | Мушко становништво рођено у другом ентитету                                                      | 2390     |
| 51  | Женско становништво рођено у другом ентитету                                                     | 3309     |
| 52  | Становништво од 5 година и више резидентно у ентитету у јуну 2005. године                        | 46219    |
| 53  | Мушко становништво старосног доба од 5 година и више, резидентно у ентитету у јуну 2005. године  | 21620    |
| 54  | Женско становништво старосног доба од 5 и више година, резидентно у ентитету у јуну 2005. године | 24599    |
| 55  | Становништво од 5 година и више које је живело у другом ентитету у јуну 2005. године             | 1272     |
| 56  | Мушко становништво старије од 5 година које је живело у другом ентитету у јуну 2005. године      | 601      |
| 57  | Женско становништво старије од 5 година које је живело у другом ентитету у јуну 2005. године     | 671      |
| 58  | Становништво од 3 године и више које говори аутохтони језик                                      | 194      |
| 59  | Мушко становништво старо 3 године и више које говори аутохтони језик                             | 80       |
| 60  | Женско становништво старо 3 године и више које говори аутохтони језик                            | 114      |
| 61  | Становништво од 3 године и више које говори аутохтони језик и не говори шпански језик            | 0        |
| 62  | Мушко становништво старо 3 године и више које говори аутохтони језик и не говори шпански         | 0        |
| 63  | Женско становништво старо 3 године и више које говори аутохтони језик и не говори шпански језик  | 0        |
| 64  | Становништво старо 3 године и више које говори аутохтони језик и шпански                         | 146      |
| 65  | Мушко становништво старо 3 године и више које говори аутохтони језик и шпански                   | 56       |
| 66  | Женско становништво старо 3 године и више које говори аутохтони језик и шпански                  | 90       |
| 67  | Становништво од 5 година и више које говори аутохтони језик                                      | 192      |
| 68  | Становништво од 5 година и више које говори аутохтони језик и не говори шпански језик            | 0        |
| 69  | Становништво од 5 година и више које говори аутохтони језик и говори шпански језик               | 145      |
| 70  | Становништво у домородачким домаћинствима                                                        | 540      |
| 71  | Становништво са ограничењима у активностима                                                      | 2342     |
| 72  | Становништво са ограниченим ходањем или кретањем, горе или доле                                  | 1339     |
| 73  | Становници са ограничењима вида, чак и уз кориштење сочива                                       | 515      |
| 74  | Становништво са ограничењима говора, комуникације или конверзације                               | 237      |
| 75  | Становништво са ограниченим слухом                                                               | 235      |
| 76  | Становништво са ограничењима при одевању, купању или јелу                                        | 115      |
| 77  | Становништво са ограничењима у опажању или учењу једноставних ствари                             | 83       |
| 78  | Становништво са менталним ограничењима                                                           | 285      |
| 79  | Становништво без ограничења активности                                                           | 51699    |
| 80  | Становништво од 3 до 5 година које не похађа школу                                               | 2167     |
| 81  | Мушко становништво од 3 до 5 година које не похађа школу                                         | 1098     |
| 82  | Женско становништво од 3 до 5 година које не похађа школу                                        | 1069     |
| 83  | Становништво од 6 до 11 година које не похађа школу                                              | 157      |
| 84  | Мушко становништво од 6 до 11 година које не похађа школу                                        | 80       |
| 85  | Женско становништво од 6 до 11 година које не похађа школу                                       | 77       |
| 86  | Становништво од 12 до 14 година које не похађа школу                                             | 329      |
| 87  | Мушко становништво од 12 до 14 година које не похађа школу                                       | 171      |
| 88  | Женско становништво од 12 до 14 година које не похађа школу                                      | 158      |
| 89  | Становништво од 15 до 17 година похађа школу                                                     | 1976     |
| 90  | Мушко становништво од 15 до 17 година похађа школу                                               | 906      |
| 91  | Женско становништво између 15 и 17 година живота у школи                                         | 1070     |
| 92  | Становништво од 18 до 24 године похађа школу                                                     | 1108     |
| 93  | Мушко становништво од 18 до 24 године похађа школу                                               | 507      |
| 94  | Женско становништво од 18 до 24 године похађа школу                                              | 601      |
| 95  | Становништво од 8 до 14 година које не може да чита и пише                                       | 258      |
| 96  | Мушко становништво старосног доба од 8 до 14 година које не може да чита и пише                  | 152      |
| 97  | Женско становништво старосног доби од 8 до 14 година које не може да чита и пише                 | 106      |
| 98  | Становништво од 15 година и више које је неписмено                                               | 4353     |
| 99  | Мушко становништво од 15 година и више које је неписмено                                         | 1830     |
| 100 | Женско становништво од 15 година и више које је неписмено                                        | 2523     |
| 101 | Становништво старо 15 и више година без школовања                                                | 4384     |
| 102 | Мушко становништво старо 15 и више година без школовања                                          | 1900     |
| 103 | Женско становништво старо 15 и више година без школовања                                         | 2484     |
| 104 | Становништво старосног доба 15 и више година са непотпуним основним образовањем                  | 6163     |
| 105 | Мушко становништво старосног доба од 15 година и више са непотпуном основним образовањем         | 2865     |
| 106 | Женско становништво старосног доба 15 и више година са непотпуном основним образовањем           | 3298     |
| 107 | Становништво старо 15 и више година са комплетним основним образовањем                           | 8025     |
| 108 | Мушко становништво старо 15 година и више са комплетним основним образовањем                     | 3556     |
| 109 | Женско становништво старо 15 и више година са комплетним основним образовањем                    | 4469     |
| 110 | Становништво старосног доба 15 и више година са непотпуним средњим образовањем                   | 1701     |
| 111 | Мушко становништво старосног доба од 15 година и више са непотпуним средњим образовањем          | 941      |
| 112 | Женско становништво старосног доба од 15 година и више са непотпуним средњим образовањем         | 760      |
| 113 | Становништво старо 15 и више година са пуним секундарном образовањем                             | 9321     |
| 114 | Мушко становништво старосног доба од 15 година и више са пуним секундарном образовањем           | 4628     |
| 115 | Женско становништво старосног доба од 15 година и више са пуним секундарном образовањем          | 4693     |
| 116 | Становништво старије од 18 година са постосновним образовањем                                    | 6002     |
| 117 | Мушко становништво старије од 18 година са постосновним образовањем                              | 2651     |
| 118 | Женско становништво старије од 18 година са постосновним образовањем                             | 3351     |
| 119 | Просечна оцена школовања                                                                         | 6.85     |
| 120 | Просечан ниво образовања мушке популације                                                        | 6.89     |
| 121 | Просечан ниво образовања женског становништва                                                    | 6.81     |
| 122 | Економски активно становништво                                                                   | 19881    |
| 123 | Економски активна мушка популација                                                               | 13927    |
| 124 | Економски активна женска популација                                                              | 5954     |
| 125 | Становништво које није економски активно                                                         | 20257    |
| 126 | Мушко становништво које није економски активно                                                   | 4756     |
| 127 | Женско становништво које није економски активно                                                  | 15501    |
| 128 | Запослено становништво                                                                           | 18118    |
| 129 | Запослено мушко становништво                                                                     | 12420    |
| 130 | Запослено женско становништво                                                                    | 5698     |
| 131 | Незапослена популација                                                                           | 1763     |
| 132 | Незапослена мушка популација                                                                     | 1507     |
| 133 | Незапослена женска популација                                                                    | 256      |
| 134 | Становништво без права на здравствене услуге                                                     | 24536    |
| 135 | Становништво које има право на здравствене услуге                                                | 29603    |
| 136 | Становништво које има право на ИМСС                                                              | 7404     |
| 137 | Становништво које има право на социјално осигурање                                               | 935      |
| 138 | Становништво које има право на државно социјално осигурање                                       | 46       |
| 139 | Становништво које има право на опште осигурање или здравствено осигурање за нову генерацију      | 21066    |
| 140 | Становништво које је било једном или није било у браку током 12 година и више                    | 14324    |
| 141 | Венчано или уједињено становништво од 12 година и више                                           | 22457    |
| 142 | Становништво које је било у браку или уједињено 12 година и више                                 | 3482     |
| 143 | Становништво са католичком религијом                                                             | 51686    |
| 144 | Протестанти, еванђелисти и библијски следбеници различити од еванђелиста                         | 1642     |
| 145 | Становништво са другим религијама различитим од претходних                                       | 44       |
| 146 | Становништво без религије                                                                        | 472      |
| 147 | Укупно пописаних домаћинства                                                                     | 13152    |
| 148 | Пописна домаћинства на челу са мушкарцима                                                        | 9853     |
| 149 | Пописна домаћинства на челу са женама                                                            | 3299     |
| 150 | Становништво у пописним домаћинствима                                                            | 54218    |
| 151 | Становништво у пописним домаћинствима на челу са мушкарцима                                      | 42641    |
| 152 | Становништво у пописним домаћинствима на челу са женама                                          | 11577    |
| 153 | Укупно домаћинстава                                                                              | 16723    |
| 154 | Укупно насељених домаћинстава                                                                    | 13245    |
| 155 | Укупно приватних кућа                                                                            | 16630    |
| 156 | Насељени приватни домови                                                                         | 13152    |
| 157 | Укупно насељених приватних кућа                                                                  | 13244    |
| 158 | Ненасељене приватне куће                                                                         | 2704     |
| 159 | Појединачна домаћинства за привремену употребу                                                   | 774      |
| 160 | Становници у насељеним приватним кућама                                                          | 54218    |
| 161 | Насељеност станара у приватним становима                                                         | 4.12     |
| 162 | Просечно становника по соби у приватним насељеним домаћинствима                                  | 1.18     |
| 163 | Појединачна домаћинства са подовима од различитих материјала од земље                            | 12126    |
| 164 | Појединачна домаћинства у приземљу                                                               | 1002     |
| 165 | Појединачна домаћинства са једном спаваћом собом                                                 | 5556     |
| 166 | Појединачна домаћинства са две спаваће собе и више                                               | 7568     |
| 167 | Појединачна домаћинства са једним собом                                                          | 931      |
| 168 | Појединачна домаћинства са две собе                                                              | 2765     |
| 169 | Појединачна домаћинства са 3 собе и више                                                         | 9415     |
| 170 | Појединачна домаћинства која имају електрично светло                                             | 12617    |
| 171 | Појединачна домаћинства која немају електрично светло                                            | 500      |
| 172 | Појединачна домаћинства која имају водоводну воду у стамбеном простору                           | 12065    |
| 173 | Појединачна домаћинства која немају водоводну воду у стамбеном простору                          | 1054     |
| 174 | Појединачна домаћинства која имају тоалет                                                        | 11032    |
| 175 | Појединачна домаћинства која имају канализацију                                                  | 10641    |
| 176 | Појединачна домаћинства која немају канализацију                                                 | 2456     |
| 177 | Појединачна домаћинства која имају електрично светло, довод воде из јавне мреже и канализацију   | 10125    |
| 178 | Појединачна домаћинства без икаквих услова                                                       | 459      |
| 179 | Појединачна домаћинства која имају радио                                                         | 10739    |
| 180 | Појединачна домаћинства која имају телевизор                                                     | 11931    |
| 181 | Појединачна домаћинства која имају фрижидер                                                      | 9053     |
| 182 | Појединачна домаћинства која имају машину за веш                                                 | 5483     |
| 183 | Појединачна домаћинства која имају аутомобил или комби                                           | 5535     |
| 184 | Појединачна домаћинства која имају рачунар                                                       | 1442     |
| 185 | Појединачна домаћинства која имају фиксну телефонску линију                                      | 3462     |
| 186 | Појединачна домаћинства која имају мобилни телефон                                               | 2828     |
| 187 | Појединачна домаћинства која имају приступ интернету                                             | 780      |